# Oldboy
Oldboy, južnokorejska triler drama iz 2003. godine koju je režirao Chan-wook Park prema Mangi koju su napisali Minegishi Nobuaki i Tsuchiya Garon. To je drugi film iz Parkove triologije o osveti – prvi je „Simpatija za g. Osvetu“ a zadnji „Simpatija za gđu Osvetu“. Radnja se vrti oko muškarca koji je 15 godina proveo u zatočeništvu, a da nije znao razlog, pa je nakon puštanja na slobodu odlučio pronaći i osvetiti se osobi koji koja ga je zatvorila. Film je postao iznimno poznat i van granica domovine te je skrenuo pozornost na kinematografiju Južne Koreje. „Oldboy“ se nalazi i na listi 250 najboljih filmova kinematografije na siteu IMDb.com.

## Filmska ekipa
Režija: Chan-wook Park
Glume: Min-sik Choi (Dae-su Oh), Ji-tae Yu (Woo-jin Lee), Hye-jeong Kang (Mi-do), Dae-han Ji (No Joo-hwan), Dal-su Oh (Park Cheol-woong) i dr.

## Radnja
Seoul, 1988. Dae-su Oh je korejski biznismen koji je oženjen i ima jednu kćerku, Yeun-Hee. Jedne večeri se napio i završio u policijskoj postaji, pa je njegov kolega Joo-Hwan došao pokupiti ga. No na mračnoj ulici Dae-su biva otet od nepoznatih ljudi te smiješten u neku nepoznatu sobu nalik na zatvor, bez da mu itko išta objasni tko ga je zarobio i zašto. Soba je uredno opermljenja, ima televizor i pokućstvo, a kroz vrata mu stražari daju dobru hranu. No dani prolaze a on i dalje ne može van iz sobe niti mu itko daje objašnjenja zašto je tu. Svaki puta kada pokuša počiniti samoubojstvo, u sobu se ispusti plin za uspavljivanje koji ga u toj nakani spriječi. Na televiziji čuje da mu je supruga ubijena, kćerka poslana usvojenim roditeljima, a da je on glavni osumnjičenik. Godine prolaze a on počne vježbati i polako kopati rupu u zidu. No, nakon 15 godina, jednako tajanstveno kako je otet, biva opet i oslobođen i ostavljen na krovu neke zgrade. Njegova glavna motivacija za život mu postane pronaći čovjeka koji ga je zarobio te mu se osvetiti.
Na ulici ga napadne neka banda, no on ih pretuče jer je cijelo vrijeme vježbao u zatvoru. Onda mu neki beskućnik da puni novčanik te jedan mobitel. Dae-su u restoranu upozna djevojku Mi-do te ubrzo padne u nesvijest. Ona se sažali nad njim te ga primi u svoj stan. Kada se probudi, na mobitel ga nazove neki Woo-jin koji ga obavijesti da ga je on zatvorio te mu ponudi okladu; ako za pet dana otkrije zašto je zarobljen, on će dobrovoljno počiniti samoubojstvo, a ako ne uspije, Mi-do će umrijeti. Dae-su prihvati. Otkriva zatvor u kojem je bio te muči upravitelja čupajući mu zube sve dok mu ovaj ne potvrdi da ga je usitinu neki Woo-jin dao zarobiti. Pojavi se gomila stražara, no Dae-su ih sve pobijedi i pobjegne. Nastavi sa svojim istraživanjem, a Mi-do se zaljubi u njega i oni provedu par strastvenih noći zajedno.
Dae-su otkriva da je Woo-jin išao u istu srednju školu s njim. Onda se prisjeti da je Woo-jina jednom špijunirao te vidio kako ovaj ima ljubavnu vezu sa svojom sestrom Soo-ah, te to ispričao prijatelju prije nego što se prebacio u drugu školu. Glasine su se proširile po školi pa je Soo-ah zbog srama počinila samoubojstvo. Dae-su ubrzo pronađe Woo-jina u nekoj zgradi te ga konfrotira da je sam odgovoran za smrt svoje sestre. No ovaj mu da jedan fotoalbum – u njemu na svoje zgražanje Dae-su otkriva da je Mi-do zapravo njegova kćerka, te da je i sam nesvjesno učinio incest. U strahu da Woo-jin ništa ne kaže Mi-do, Dae-su si dobrovoljno odreže jezik. Woo-jin mu odobrovlji te napusti zgradu. Pošto je okladu izgubio. Woo-jin se ubije pucnjem iz pištolja. Dae-su otiđe u neko zimsko područje i zamoli hipnotizera da mu izbriše sjećanje na strašnu tajnu. Kada se probudi, sretne Mi-do koja mu kaže da ga voli, a on se nasmiješi.

## Nagrade
- Nominacija za Saturn Award (najbolji triler film, najbolje specijalno DVD izdanje)
- Nominacija za Zlatnu palmu u Cannesu (osvojen grand prix žirija)
- Osvojen Hong Kong Film Award (najbolji azijski film)

## Kontroverze
Mnogi su kritizirali film zbog iznimno nasilnih scena, ali i zbog činjenice da u jednoj sceni glumac Min-sik Choi pojede živu hobotnicu u restoranu. Ta hobotnica je usitinu bila živa, a ne neki specijalni efekt. Radi potrebe snimanja filma, čak četiri hobotnice su tako ubijene. Choi, koji je budist, se pomolio svaki put nakon što je ubio hobotnicu. Doduše, u istočnoj Aziji se hobotnice katkad jedu sirove, ali se prvo izrežu. Kada je film osovojio nagradu u Cannesu redatelj Park je zahvalio i glumcima i hobotnicama. Drugi prigovor išao je nemoralnoj priči u kojoj se zrcali incest.
Zanimljivo, u Indiji je snimljen film „Zinda“ koji je također podigao kontroverze jer je navodno bespravna kopija „Oldboya“. Producenti „Oldboya“, ShowEast, istražuju te optužbe te su dodali da su prava na remake filma prodali jedino SAD-u a ne Indiji, te su najavili tužbe u slučaju da je „Zinda“ kopija. 

## Zanimljivosti
- Glavni glumac Min-sik Choi je igrao ulogu i u Parkovom filmu „Simpatija za gđu Osvetu“ u kojem je pak igrao negativca.
- Scena u koridoru u kojoj se Dae-su Oh bori protiv gomile protivnika je snimljena za tri dana. Jedini specijalni efekt je nož koji je digitalno dodat u njegovim leđima.
- Flashback sekvenca u kojoj Dae-su Oh posjeti svoju staru školu je obojena u smeđe u postprodukciji.
- G. Han izgovori samo jednu rečenicu tijekom cijelog filma.
- Uvodna policijska sekvenca s pijanim Dae-su Ohom je zapravo bila zadnja koje je snimljena. Glumac Choi je improvizirao sve svoje dijaloge u toj sekvenci.
- U sceni u kojoj se Dae-oh Su lupi glavom kada zaustavi Mi-do od čitanja njegovog dnevnika nije bila planirana; naime, glumac Choi se slučajno lupio, no glumica Kang se nije dala omesti te je nastavila sa svojim rečenicama.
- Na ekranu se pokaže smrt sedmero likova.
- Glumac Choi je budist te se molio nakon što je pojeo žive hobotnice radi snimanja filma.
- Restoran u kojem radi Mido se zove „Mediterranean“ – taj restoran stvarno postoji no redatelj ga je isprva htio nazvati „Akira“ po redatelju Akiri Kurosavi.
- Završna scena snimljena je u Novom Zelandu.
- U domovini je film vidjelo 3.132.000 gledatelja u kinima, te je tako postao 5. najkomercijalniji korejski film 2003.

## Kritike
Kritičari su se podijelili oko ocjenjivanja filma „Oldboy“ – za neke je bio briljantna i potresna drama bez kompromisa, dok ga drugi odbacili kao ekplotacijski i besmislen šund. Među onima koji su ga hvalili bio je i Damir Radić, kritičar Nacionala, koji ga je stavio na 1. mjesto svoje liste najboljih filmova godine u hrvatskim kinima: „Najfascinantniji film o osveti ikada snimljen, oslonjen na obratno postavljen mit o Edipu, zapravo je studija o istini i slobodi, posredovana pričom o dvostrukoj incestuoznoj vezi. Neponovljiv vrhunac južnokorejskog genjialca Parka“. I Roger Ebert ga je hvalio te mu dao 4/4 zvijezde: „Sadržaj nije ono što čini film dobrim ili lošim – to je samo ono o čemu on govori. „Oldboy“ je snažan film ne zbog toga što prikazuje, nego zbog ponora ljudskog srca koje otkriva...Mogu spomenuti virtuoznu sekvencu u kojoj se Oh bori s nekoliko svojih bivših zatvorskih stražara, a njegov bijes je toliko velik da nije ni primijetio da mu je netko zabio nož u leđa. Ovo je čovjek kojeg je konzumirala potreba za osvetom, koji na kraju otkriva da je zarobljen od drugog čovjeka čija ga je potreba također konzumirala, te je bila beskrajno više zlobnija...Da, kraj je jako čudan u svojoj složenosti, ali nije nemoguć, a nije ni nemotiviran. „Oldboy“ putuje kroz emotivne krajnjosti, ali ne bez razloga. Mi smo se toliko naviknuli na „trilere“ koji postoje samo kao roboti koji stvaraju obmane da je pravi šok otkriti film u kojem postupci, koliko god oni bili nasilni, stvaraju poantu i imaju svoju funkciju“. Carina Chocano je utvrdila: „Puno govori kada izađete iz projekcije filma tako čudnog i fantastičnog kao što je „Oldboy“ i osjetite da ste doživjeli nešto doista autentično. Ja samo ne znam točno što. Ne mogu se sjetiti ničega s čime bi ga mogla usporediti“ a Kerry Lengel: „Spajajući sablasnu napetost Alfreda Hitchcocka s nasiljem Quentina Tarantina, južnokorejski redatelj Park Chan-wook servira priču o osveti koja u jednakoj mjeri prestravljuje koliko i potiče na razmišljanje“. 
S druge strane, bilo je i nezadovoljnih kritičara. Tako je Dennis Schwartz prigovarao: „Kada junak krene u osvetnički pohod film se raspadne pošto postane derivativna kopija nekog apsurdnog filma Takashija Miikea i nikada ne uspijeva uzvisiti koncept do intelektualnih mogućnosti...Da je redatelj Park talentiran što se tiče tehničkih pitanja je neosporno; da je pak dobar filmaš je upitno. U svojim ranim filmovima on se činio više spremnim šokirati nego ispričati dobru priču. Njegova ostvarenja su za publiku određenog ukusa kao što je apetit sa suši i nasilje bez smisla“, a Nick Schager: „...Ovaj triler uživa u istoj vrsti krvavog nasilja koje priča istodobno odbacuje kao isprazno. Dakle, „Oldboy“ na neki način govori o svojoj vlastitoj besmislenosti“.

## Vanjske poveznice
- Oldboy u internetskoj bazi filmova IMDb-a
- Recenzije na Rottentomatoes.com
- Kontroverza oko Indijskog remakea filma
- DVD na Amazon.com
- Filmski.net  Arhivirana inačica izvorne stranice od 26. lipnja 2006. (Wayback Machine)
- Filmomanija